# 하시다테 (방호순양함)
하시다테(橋立)는 일본해군의 방호순양함이다 마쓰시마형 방호순양함 3번함이다. 마쓰시마형 방호순양함 중 유일하게 일본 내에서 제작된 순양함이다. 자매함(마쓰시마, 이쓰쿠시마)과 같이 이 배의 이름도 일본 삼경에서 따왔다.

## 개요
마쓰시마형 방호순양함 3척 가운데, 유일하게 일본에서 제작한 일본산 함정이다. 일본 해군은 어떻게 해서든 주요 함정을 국산화시키려고 했던 강한 의지가 있었지만, 당시의 일본의 기술력으로는 여전히 어려움이 많았다. 결과적으로, 건조 기간이 다른 2척보다 길었고, 청일 전쟁이 발발하기 직전에 준공할 수 있었다. 일설에는, 이 하시다테의 준공을 기다려 전쟁을 시작했다는 주장도 있다.
주포인 32cm 단장포가 앞부분 갑판에 거치되어 ‘순양함 이쓰쿠시마’와 함의 외형이 닮았지만, 부포 이하의 무장 장비는 약간 달랐다.
청일 전쟁에서는 동급 함정인 마쓰시마, 이쓰쿠시마와 함께 분전하여 청나라 북양함대를 격파하는데 일조하였고, 러일전쟁에서는, 마쓰시마, 이쓰쿠시마, 그리고 과거 청나라 해군의 주력으로 적수였던 철갑함 진원 3척과 함께 제3함대 제5전대를 구성하였고, 이 5전대의 기함으로 활약했다.

## 약력
- 1888년 8월 6일 요코스카 해군 공창에서 기공
- 1891년 3월 24일 진수식
- 1894년 6월 26일 준공
  - 8월 1일 청일전쟁 발발, 연합함대 본대 배속
  - 9월 17일 황해해전 참가
- 1895년 2월 웨이하이웨이공격 종료, 청나라 항복
- 1898년 3월 21일 2등순양함으로 재분류
- 1904년 2월 10일 러일 전쟁 발발, 제3함대 제5전대 기함
- 1905년 5월 27일 - 28일 쓰시마 해전 참가
- 1912년 8월 28일 2등해방함으로 재분류
- 1922년 4월 1일 잡역선（연습선）
- 1925년 12월 25일 퇴역
- 1927년 해체

## 함장
- 히다카 소노조 (日高壮之丞) 대령：1894년 6월 23일 - 1895년 5월 18일
- 아리마 신이치 (有馬新一) 대령：1895년 7월 25일 - 12월 27일
- 가타오카 시치로 (片岡七郎) 대령：1895년 12월 27일 - 1896년 11월 5일
- 오쿠라 뵤이치로 (小倉鋲一郎) 대령：1898년 9월 1일 - 1899년 5월 1일
- 사쿠라이 키쿠노죠 (桜井規矩之左右) 대령：1899년 5월 1일 - 5월 24일
- 나시하 토키오키 (梨羽時起) 대령：1899년 5월 24일 - 1900년 5월 20일
- 가토 사다키치 (加藤定吉) 대령：1903년 10월 10일 - 1905년 1월 7일
- 이시바시 하지메 (石橋甫) 대령：1905년 11월 21일 - 1906년 8월 30일
- 후나코시 카지시로 (舟越楫四郎) 대령：1910년 12월 1일 - 1911년 12월 1일
- 누노메 미츠조 (布目満造) 대령：1911년 12월 1일 - 1912년 12월 1일
- 마사키 요시모토 (正木義太) 대령：1914년 12월 1일 - 1915년 4월 22일

## 참고 자료
- 해군역사보존회 『일본해군사』 제7권, 제9권, 제10권, 第一法規出版, 1995년
- 『관보』제2741호(大正 9년 11월 13일), 제2468호(大正 10년 9월 19일)